# Emilie Vansteenkiste
Emilie Vansteenkiste is een Vlaamse dansleraar en model. In 2022 werd ze verkozen tot Miss Vlaams-Brabant en in 2023 tot Miss België 2023 en Miss Model.
Vansteenkiste deed als kind aan klassiek ballet en onder andere jazzdans. Ze geeft dansles en doet mee aan Latin-danswedstrijden. Ze studeert ergotherapie.
Op TikTok heeft ze zo'n 550.000 abonnees (2023).
In 2024 nam ze deel aan de Code van Coppens samen met Jens Dendoncker.